# Женская сборная Чехословакии по кёрлингу
Женская сборная Чехословакии по кёрлингу — представляла Чехословакию на международных соревнованиях по кёрлингу до разделения страны в 1992 году. Управляющей организацией выступала Ассоциация кёрлинга Чехословакии (англ. Czechoslovakian Curling Association). Начиная с 1993 года вместо этой сборной на международной арене выступают сборная Чехии и сборная Словакии.

## Результаты выступлений

### Чемпионаты Европы
| Год       | Игры           | Победы         | Поражения      | Место          |
| --------- | -------------- | -------------- | -------------- | -------------- |
| 1975—1990 | не участвовали | не участвовали | не участвовали | не участвовали |
| 1991      | 5              | 0              | 5              | 13             |
| 1992      | 6              | 0              | 6              | 14             |

В чемпионатах Европы 1991—1992 сборная Чехословакии выступала в дивизионе «B». В колонке Место указаны итоговые позиции команды с учётом общей классификации.